# La Posada Hotel

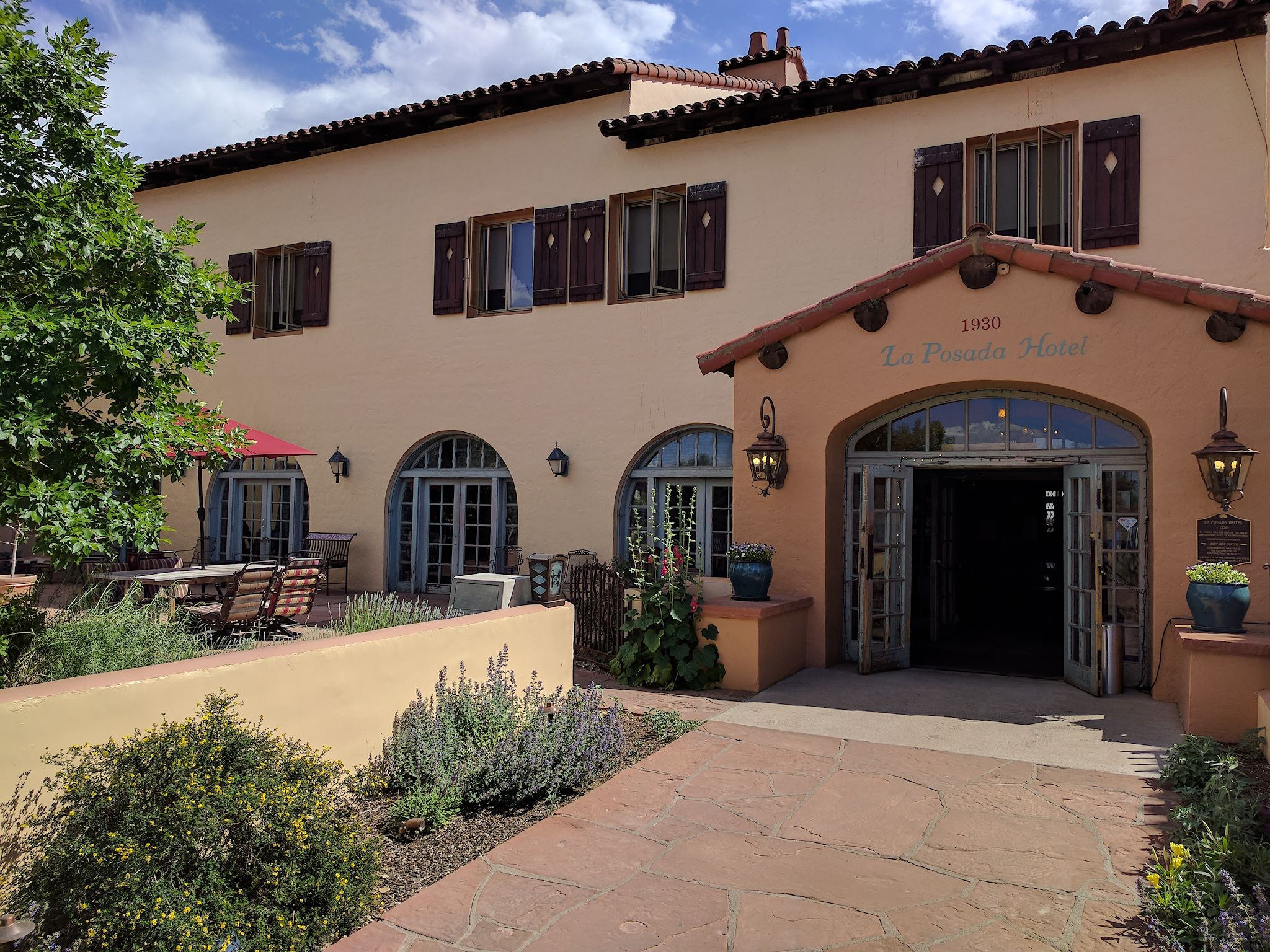
Huvudentrén till hotellet på norra sidan mot den tidigare landsvägen, Route 66

La Posada Hotel ("rastplatsen", "stället att vila på") är ett amerikanskt hotell i Winslow i Arizona. Det öppnades 1930 av Fred Harvey Company som det sist byggda hotellet i Harvey House-kedjan. Det uppfördes i samarbete med Atchison, Topeka and Santa Fe Railway.
Hotellet ritades av Mary Jane Colter i en blandning av Mission Revival-stil och Spanish Colonial Revival-stil, såsom en förmögen spansk kolonial landägares storslagna hacienda från tidigt 1800-tal. I designen ingår skuggiga kolonnader och arkader, rappade väggar, röda tegeltak, innergårdar, trädgårdar och detaljer i järnsmide. 
Hotellbyggnaden är förbunden med det samtidigt byggda stationshuset av samma arkitekt, och hotellet har en av sina två entréer från detta. La Posada Hotel stängdes 1957 och användes därefter som kontorshus för Santa Fe-järnvägsbolaget fram till första hälften av 1990-talet. Det köptes 1997 av Allan Affeldt, hans fru Tina Mion och skulptören Daniel Lutzick, varefter det återöppnades som hotell samma år och därefter har renoverats under en lång följd av år.
Hotellet och järnvägsstationen blev byggnadsminnen 1992. Hotellet har en permanent utställning av målningar av Tina Mion, och i det under slutet av 2010-talet tillbyggda järnvägsstationen har inretts Winslow Arts Trusts konstmuseum.